# Alden Mead
Chester Alden Mead (St. Louis (Missouri), 9 de dezembro de 1932) é um físico químico estadunidense.

## Obras
- Symmetry and Chirality. Springer Verlag 1974
- C. Alden Mead (1992). The geometric phase in molecular systems. Reviews of Modern Physics. 64. [S.l.: s.n.] p. 51–85. doi:10.1103/RevModPhys.64.51
- C. Alden Mead (1987). Molecular Kramers degeneracy and non-Abelian adiabatic phase factors. Physical Review Letters. 59. [S.l.: s.n.] p. 161–164. doi:10.1103/PhysRevLett.59.161
- mit Peter Sturrock, Timothy Groves, Alexander Ershkovich, Herman Batelaan, Akira Tonomura: Peter A. Sturrock, Timothy R. Groves, Alexander Ershkovich, C. Alden Mead, Herman Batelaan, Akira Tonomura (2010). More variations on Aharonov–Bohm. Physics Today. 63. [S.l.: s.n.] p. 8–9. doi:10.1063/1.3397054